# 竜騎兵総攻撃
『竜騎兵総攻撃』（りゅうきへいそうこうげき、英: The Castilian、西: El valle de las espadas）は、1963年に公開されたアメリカ合衆国、スペインの映画。
10世紀後半、イベリア半島中北部で発祥したカスティーリャ王国の基礎を築いたフェルナン・ゴンサレスの伝説を映画化した作品。出演はシーザー・ロメロなど。

## キャスト
※括弧内は日本語吹替（初回放送1970年3月29日『日曜洋画劇場』）
- フェルナン・ゴンザレス：スパルコ・サントニー（スペイン語版）（新田昌玄）
- ジェロニモ：シーザー・ロメロ（大木民夫）
- ジェリファン：フランキー・アヴァロン
- ドン・サンチョ：ブロデリック・クロフォード
- レイナ・テレサ：アリダ・ヴァリ（幸田弘子）
- サンチャ：テレサ・ヴェラスケス
- マリア・エステベス：ソレダッド・ミランダ

## スタッフ
- 監督：ジャヴィエ・セトー
- 製作：シドニー・W・ピンク
- 製作総指揮：リチャード・C・メイヤー
- 脚本：ポーリン・ロドリゴ・ディアズ、ジャビー・セトー、ルイ・デ・ロス・アルコス
- 撮影：マリオ・パチェコ
- 音楽：ジョセ・ブエナグ